# 太鼓之達人 咚和喀的時空大冒險
《太鼓之達人 咚和喀的時空大冒險》是太鼓之達人系列在任天堂3DS的第二作家用版遊戲。於2014年6月26日發售。本作收錄收錄超過60首歌曲。

## 系统

### 發售前
這次在2014年6月26日正式發售前，官方先在任天堂eShop釋出體驗版給玩家體驗試玩。
體驗版只有冒險模式可以玩，而且只有第一個關卡。

### 歌曲配信
自2014年6月26日發售之後，每一個月皆有付費配信歌曲。

## 收錄歌曲
如收錄曲是隱藏曲，該曲原名以斜體表示；而有收錄該曲的隱藏譜面，原名以粗體表示。（以下目前為官方已放出的收錄曲，持續增加中）
作品名稱方面，街機代目和家用版會以以下方式表示：（如其他作品有收錄該曲的隱藏譜面，該作品名稱以粗體表）
- 街機版本：

各代目會以「AC1」、「AC2」、「AC3」等表示
亞洲版則會以「AC11亞洲版」等表示
「太鼓の達人12 增量版」會以「AC12.5」表示
「新 太鼓之達人」會以「新AC」表示
- PS2版本：

以「初代」表示
以「二代目」表示
以「三代目」表示
以「四代目」表示
以「五代目」表示
 以「六代目」表示
以「七代目」表示
「TAIKO DRUM MASTER」以「英文版」表示
- PSP版本：

以「PSP1」表示
以「PSP2」表示
以「PSP3」表示
- NDS版本：

以「NDS1」表示
以「NDS2」表示
以「NDS3」表示
- Wii版本：

以「Wii1」表示
以「Wii2」表示
以「Wii3」表示
以「Wii4」表示
以「Wii5」表示。
| 曲名                                                                     | 來源/註釋 | 其他出現作品 |
| ------------------------------------------------------------------------ | --- | ------------ |
| 動畫                                                                     | |              |
| 加萊加萊坡的歌 （日：ゲラゲラポーのうた）                                | 動漫「妖怪手錶」主題曲                                                                                        |              |
| 100%傳達給你 （日：キミに100パーセント）                                 | 動漫「蠟筆小新」主題曲之一 歌手卡莉怪妞－「100%傳達給你 / 振袖和服」單曲                                      |              |
| 烈車戰隊特急者 （日：烈車戦隊トッキュウジャー）                          | 特攝「烈車戰隊特急者」主題曲                                                                                  |              |
| Happiness Charge 光之美少女!WOW! （日：ハピネスチャージプリキュア!WOW!） | 動畫「Happiness Charge 光之美少女」主題曲                                                                     |              |
| V(伏特) （日：V(ボルト)）                                                | 動畫「神奇寶貝XY」主題曲 歌手遊助－「V(伏特) / 每小時850日的聖誕老人」單曲                                    |              |
| SHINING LINE*                                                            | 動畫「偶像傳說」主題曲                                                                                        |              |
| Wake up!                                                                 | 動畫「ONE PIECE」15周年紀念主題曲 團體AAA－「Wake up!」單曲                                                   |              |
| JUST LIVE MORE                                                           | 特攝「假面騎士鎧武」主題曲                                                                                    |              |
| 紅蓮的弓箭 （日：紅蓮の弓矢）                                            | 動畫「進擊的巨人」主題曲 歌手Linked Horizon－「向自由進擊」單曲                                               |              |
| 伴隨著你 （日：君をのせて）                                              | 宮崎駿動畫「天空之城」主題曲 歌手井上杏美－「伴隨著你」單曲                                                   |              |
| Let It Go～清醒～ （日：Let It Go～ありのままて～）                      | 迪士尼電影－「冰雪奇緣」主題曲 2014年6月26日～8月30日免費配信                                                 |              |
| 名偵探柯南主題旋律 （日：名探偵コナン メイン˙テーマ）                    | 動畫「名偵探柯南」主題曲 2014年8月25日開始付費配信                                                            |              |
| 魯邦三世'78年的主題曲 （日：ルパン三世のテーマ'78）                      | 動畫「魯邦三世」'78主題曲 2014年8月25日開始付費配信                                                           |              |
| JoJo〜這血的命運〜 （日：ジョジョ 〜その血の運命〜）                     | 動畫「JoJo的奇妙冒險」主題曲 2014年8月25日開始付費配信                                                        |              |
| J－POP                                                                   | |              |
| 浪費NIGHT樂園 （日：もったいないとらんど）                               | 歌手卡莉怪妞－「浪費NIGHT樂園」單曲                                                                           |              |
| 再會吧、那些愛憐的悲傷啊 （日：サラバ、愛しき悲しみたちよ）              | 團體桃色幸運草Z－「再會吧、那些愛憐的悲傷啊」單曲                                                             |              |
| 正在盛開的花兒啊 （日：今、咲き誇る花たちよ）                            | 團體可苦可樂－「正在盛開的花兒啊」單曲 NHK2014年冬季奧林匹克運動會・殘奧會主題曲                              |              |
| RPG                                                                      | 團體SEKAI NO OWARI－「RPG」單曲                                                                               |              |
| 戀愛的幸運餅乾 （日：恋するフォーチュンクッキー）                        | 團體AKB48－「戀愛的幸運餅乾」單曲                                                                             |              |
| Linda Linda （日：リンダリンダ）                                         | 團體The Blue Hearts－「LINDA LINDA」單曲                                                                      |              |
| 太陽無用 （日：イケナイ太陽）                                            | 團體橘子新樂園－「太陽無用」單曲                                                                              |              |
| 忍者棒棒 （日：にんじゃりばんばん）                                      | 歌手卡莉怪妞－「忍者棒棒」單曲 2014年7月25日開始付費配信                                                      |              |
| 紅 （日：紅 KURENAI）                                                    | 團體X JAPAN－「紅」單曲 2014年7月25日開始付費配信                                                             |              |
| 馬尾與髮圈 （日：ポニーテールとシュシュ）                                | 團體AKB48－「馬尾與髮圈」單曲 2014年9月25日開始付費配信                                                       |              |
| HOT LIMIT                                                                | 個人樂團T.M.Revolution－「HOT LIMIT」單曲 2014年9月25日開始付費配信                                           |              |
| VOCALOID曲                                                       | |              |
| 1 2 fan club （日：いーあるふぁんくらぶ）                                | 素人作者－「みきとP」創作作品                                                                                 |              |
| 六兆年與一夜物語 （日：六兆年と一夜物語）                                | 素人作者－「Kemu」創作作品                                                                                    |              |
| 蜉蝣DAYS （日：カゲロウデイズ）                                          | 素人作者－「じん」創作作品                                                                                    |              |
| 千本櫻 （日：千本桜）                                                    | 素人作者－「黒さP」創作作品                                                                                   |              |
| 腦漿炸裂女孩 （日：脳漿炸裂ガール）                                      | 素人作者－「れろりり」創作作品                                                                                |              |
| 俄羅斯套娃 （日：マトリョシカ）                                          | 素人作者－「ハチ」創作作品                                                                                    |              |
| 古怪w （日：エキセントリックw）                                          | 素人作者－「銀河方面P」創作作品                                                                               |              |
| 卡拉菊的花 （日：カラ鞠の花）                                            | 素人作者－「はろなば」創作作品 2014年6月26日開始付費配信曲 此曲為「太鼓達人日本第一決勝戰2013」三首指定曲之一 |              |
| 花奧托反節拍 （日：花オト裏拍子）                                        | 素人作者－「はろなば」創作作品 2014年7月25日開始付費配信曲                                                    |              |
| Variety                                                          | |              |
| 小海女 （日：あまちゃん）                                                | NHK2013連續電視小說－「小海女」主題曲品                                                                       |              |
| 卡爾的秋歌 池塘的沙洲篇 （日：カールのうた秋 池のほとり編）              | |              |
| 吉宗評判記 暴坊將軍 （日：吉宗評判記 暴れん坊将軍BMG）                   | 朝日電視台－「暴坊將軍」系列作品配樂 2014年7月25日開始付費配信曲                                              |              |
| 手掌心中的太陽 （日：手のひらを太陽に）                                  | 日本童謠 2014年9月25日開始付費配信曲                                                                          |              |
| 软软战车 （日：やわらか戦車）                                            | 软软战车动画 2014年10月24日開始付費配信曲                                                                     |              |
| 古典音樂                                                                 | |              |
| 卡門第一組曲最終曲 （日：カルメン 組曲一番終曲）                         | 法國作曲家－「喬治·比才」作品                                                                                 |              |
| 第九交響曲 （日：第九交響曲）                                            | 德意志作曲家－「貝多芬」作品                                                                                  |              |
| 天國與地獄 序曲 （日：天国と地獄 序曲）                                  | 法國作曲家－「雅克·奧芬巴哈」作品                                                                             |              |
| 共和國產科 （日：リパブリック産科）                                      | |              |
| 悼念公主的帕凡舞曲 （日：亡き王女のためのパヴァーヌ）                    | 法國作曲家－「莫里斯·拉威爾」作品                                                                             |              |
| 大黃蜂的飛行 （日：熊蜂の飛行）                                          | 俄羅斯作曲家－「尼古拉·里姆斯基-科薩科夫」作品                                                                |              |
| 弩蚊怒夏 （日：弩蚊怒夏）                                                | |              |
| 第13號小夜曲 （日：アイネ・クライネ・ナハトムジーク）                    | 奧地利音樂家－「沃夫岡·阿瑪迪斯·莫札特」作品                                                                  |              |
| 遊戲歌曲                                                                 | |              |
| ONLY MY NOTE                                                             | 遊戲－「偶像大師」其中一首                                                                                    |              |
| 魔物獵人4 組曲 （日：モンスターハンター4 メドレー）                      | 遊戲－「魔物獵人4」配樂                                                                                       |              |
| Night And Day                                                            | 遊戲－「皇牌空战2」配樂                                                                                       |              |
| 告訴我 Tomo熊 （日：おしえて くまとも）                                  | 遊戲－「熊寶貝」主題曲                                                                                        |              |
| 愛是淡藍的 （日：恋はみずいろ）                                          | 遊戲－「淡藍布拉德」配樂 希臘歌手－維琪·黎安託作品 2014年8月25日開始付費配信曲                                |              |
| L·O·V·E                                                                  | |              |
| SAMURAI ROCKET                                                           | 遊戲－「」配樂                                                                                                |              |
| BRAVE SWORD,BRAVER SOUL                                                  | 遊戲－「劍魂II」配樂                                                                                          |              |
| Namco原創音樂                                                            | |              |
| 超時空冒險 （日：超時空アドベンチャー）                                  | 本作原創主題曲                                                                                                |              |
| super star shooter                                                       | Namco原創曲                                                                                                   |              |
| 簡單Purupuru （日：ぷるぷるしんぷる）                                    | Namco原創曲                                                                                                   |              |
| 魔法咖啡店 （日：魔法の喫茶店）                                          | Namco原創曲                                                                                                   |              |
| 春天巨龍 ～Haryu～ （日：春竜 ～Haryu～）                                | Namco原創曲                                                                                                   |              |
| 呼喚畢業到來 （日：そつおめしき）                                        | Namco原創曲                                                                                                   |              |
| 百花繚亂 （日：百花繚乱）                                                | Namco原創曲                                                                                                   |              |
| 埼玉2000 （日：さいたま2000）                                            | Namco原創曲                                                                                                   |              |
| Hurtling Boys                                                            | Namco原創曲 2014年6月26日開始付費配信曲 此曲為「太鼓達人日本第一決勝戰2013」三首指定曲之一                    |              |
| Calculator                                                               | Namco原創曲 2014年6月26日開始付費配信曲 此曲為「太鼓達人日本第一決勝戰2013」三首指定曲之一                    |              |
| 天妖之舞 （日：天妖ノ舞）                                                | Namco原創曲 2014年7月25日開始付費配信曲                                                                       |              |
| Black Rose Apostle                                                       | Namco原創曲 2014年8月25日開始付費配信曲                                                                       |              |
| dance storm                                                              | Namco原創曲 2014年9月25日開始付費配信曲                                                                       |              |
| 咚咔吗2000 （日：ドンカマ2000）                                          | Namco原創曲                                                                                                   |              |

## 外部連結
- 太鼓之達人 咚和喀的時空大冒險 官方網站（页面存档备份，存于）